# Inoue Kaoru
Inoue Kaoru est un nom japonais traditionnel ; le nom de famille (ou le nom d'école), Inoue, précède donc le prénom (ou le nom d'artiste) Kaoru.
Inoue Kaoru, 1er marquis Inoue (井上 馨) (16 janvier 1836 - 1er septembre 1915) est un homme politique et diplomate japonais.

## Biographie

### Jeunesse

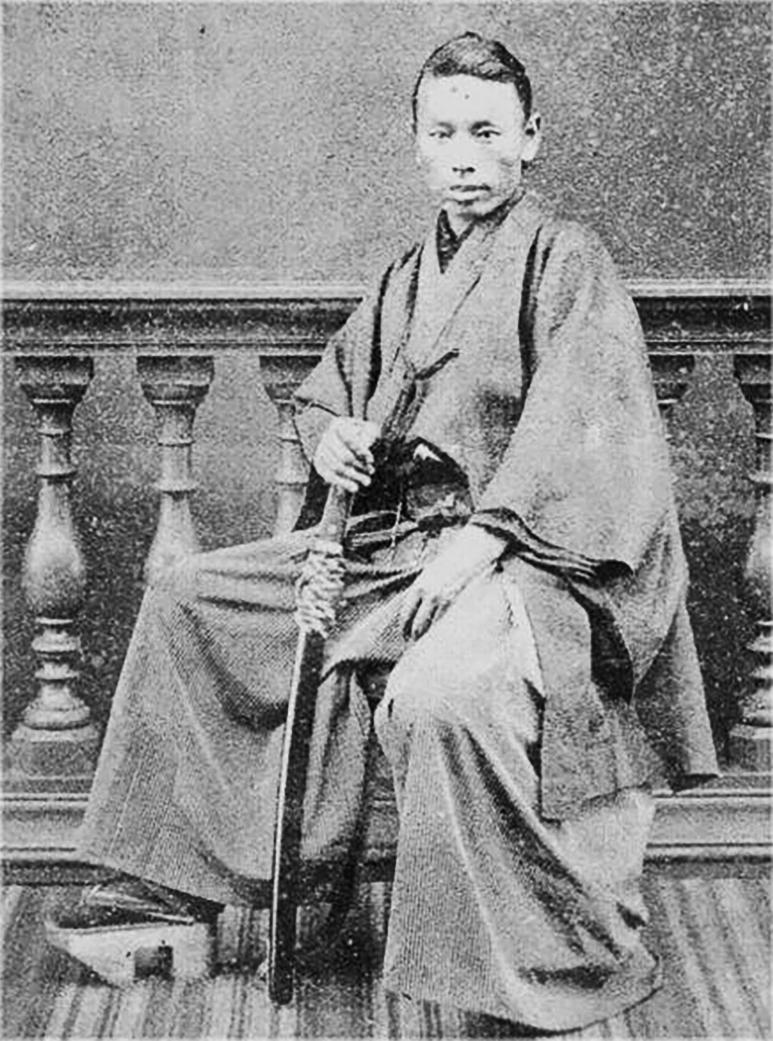
Kaoru Inoue en jeune samouraï.

Issu d'une famille samouraï de bas rang, Inoue est né sous le nom de Yakichi (勇吉) en 1836 à Hagi dans le domaine de Chōshū (actuelle préfecture de Yamaguchi). Il fit sa scolarité à l'école Meirinkan du domaine avec son frère Ikutarō (幾太郎). Pendant sa jeunesse, il était ami avec le jeune Hirobumi Itō qui deviendra plus tard le premier des premiers ministres du Japon, et il participa au mouvement du Sonnō jōi. En 1858, il commença à étudier le rangaku, l'artillerie et le maniement d'armes à Edo.
Pendant la période du Bakumatsu (1853-1867), Inoue devint l'un des meneurs du mouvement contre les étrangers dans son domaine natal de Chōshū. Soucieux de débarrasser le Japon des Occidentaux, lui et Shinsaku Takasugi ouvrirent le feu sur la légation britannique en janvier 1853.
Reconnaissant néanmoins que le Japon devait apprendre de l'Occident, il devint l'un des cinq de Chōshū (comme Itō Hirobumi) et partit étudier en Angleterre à l'University College de Londres en 1863. À son retour, il essaya sans succès d'éviter les affrontements (bombardement de Shimonoseki) entre Chōshū et les puissances occidentales à la suite de la fermeture du détroit de Shimonoseki aux navires étrangers. Plus tard, il combattit les forces du shogunat Tokugawa lors de la première expédition de Chōshū en 1864 et durant laquelle il fut sévèrement blessé. Il joua plus tard un rôle clé dans la formation de l'alliance Satchō contre le shogunat.

## Vie publique

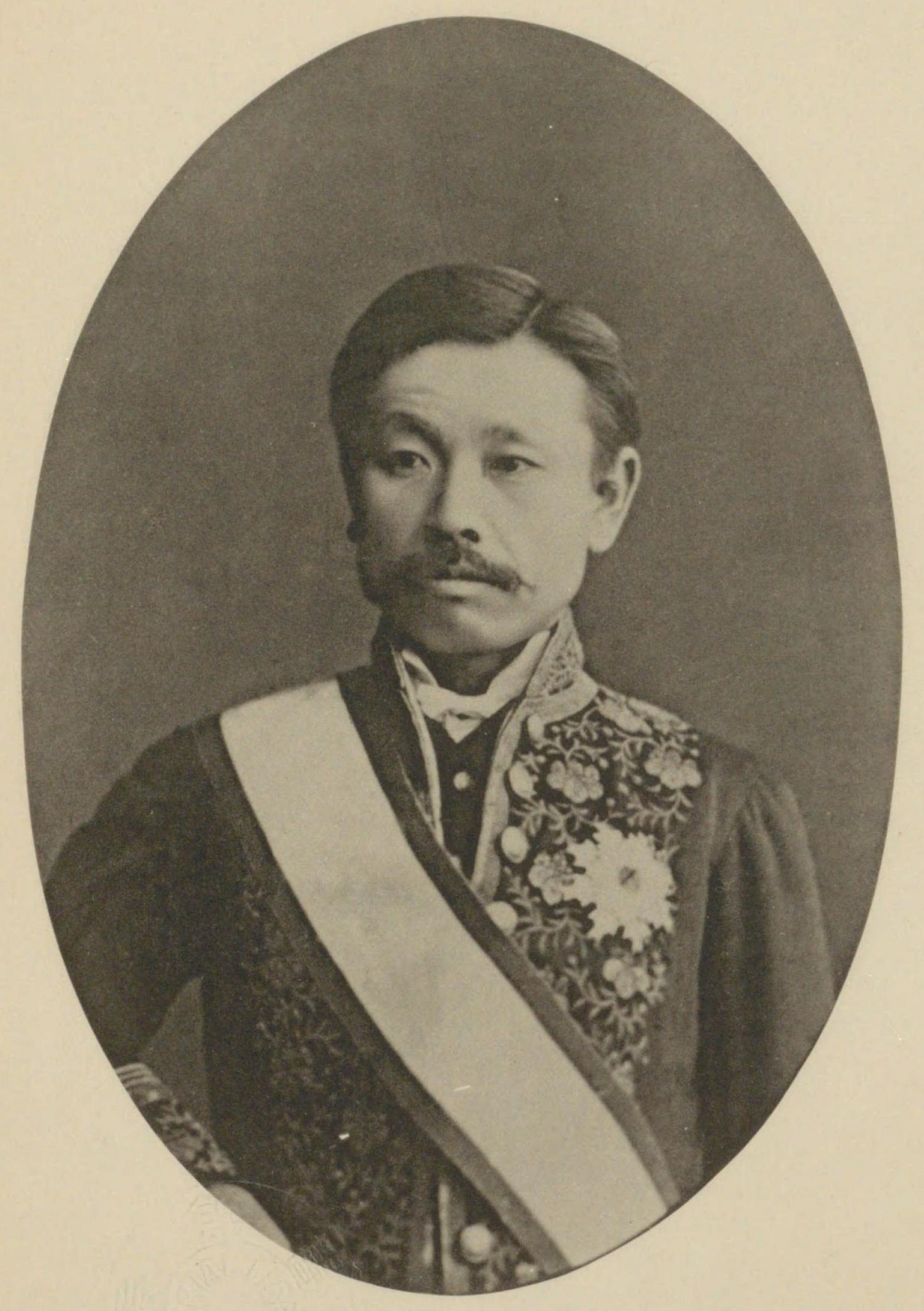
Inoue en 1880.

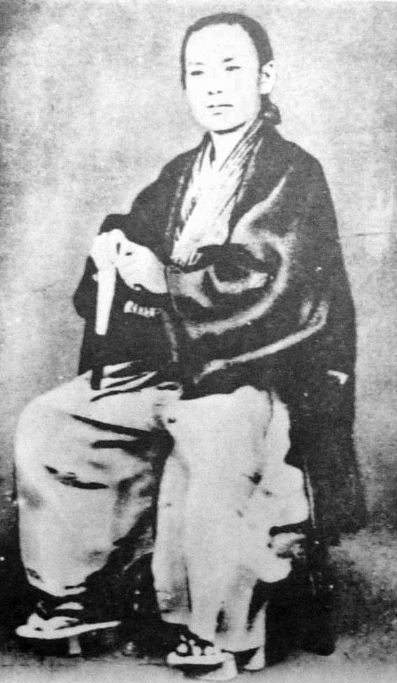
Inoue Kaoru.

Après la restauration de Meiji, Inoue fut introduit dans le gouvernement. Nommé vice-ministre des Finances en 1871, il participa à la réorganisation des finances publiques selon le modèle occidental, spécialement pendant la réforme de la taxe foncière, supprimant les pensions des ex-samouraïs et de l'ancienne aristocratie et promouvant l'industrialisation. Proche du monde des affaires, qui voyait à l'époque les débuts du zaibatsu Mitsui, il participa également au développement des chemins de fer. Toutes ces mesures lui apportèrent beaucoup d'ennemis politiques, et il fut forcé de démissionner en 1873. Inoue prit néanmoins part à la conférence d'Osaka de 1875 pour discuter de la création d'une assemblée représentative.
En 1876, il participa à la conclusion du traité d'amitié entre la Corée et le Japon en tant que vice-ambassadeur extraordinaire et plénipotentiaire. Il revint dans le gouvernement en 1878 pour devenir ministre des Travaux publics puis ministre des Affaires étrangères en 1879. En 1884, il fut élevé au rang de comte (hakushaku) selon le système de pairie japonais (kazoku).
En décembre 1885, Inoue devint officiellement le premier ministre des Affaires étrangères et fit partie du premier gouvernement de Hirobumi Itō. Inoue fut cependant la cible de plusieurs critiques publiques pour ses échecs dans la renégociation des traités inégaux, pour la construction du Rokumeikan et pour être ouvertement sous influence occidentale, ce qui l'obligea à démissionner de nouveau en août 1887.
Il fut plus tard ministre de l'Agriculture et du Commerce dans le gouvernement de Kiyotaka Kuroda puis ministre de l'Intérieur dans son second gouvernement, et encore ministre des Finances dans le troisième gouvernement d'Itō.
En 1901, il devint le plus ancien des genrō mais se considérait avant tout comme conseiller du gouvernement pour les questions financières. Il meurt en 1915 dans sa résidence d'été d'Okitsu-juku dans la préfecture de Shizuoka à l'âge de 79 ans.

## Distinctions

### Décorations japonaises
- Grand cordon de l'ordre suprême du Chrysanthème (1er septembre 1915)
- Grand cordon de l'ordre des fleurs de Paulownia (7 octobre 1895)

### Décorations étrangères

#### Empire austro-hongrois
- Chevalier de l'Ordre de la Couronne de fer (1re classe) (10 novembre 1892)

#### Empire coréen
- Chevalier de l'Ordre de la Fleur de Prunier (21 juin 1902)

#### Royaume d'Espagne
- Commandeur de l'Ordre de Charles III d'Espagne (1er mars 1884)

#### Royaume d'Hawaï
- Grand-croix de l'Ordre de Kamehameha I (14 avril 1885)

#### Grand-duché de Mecklembourg-Schwerin
- Grand-croix de l'Ordre du Griffon (8 mai 1885)

#### Empire russe
- Chevalier de l'Ordre de l'Aigle blanc (17 septembre 1883)